# Alzire ou les Américains

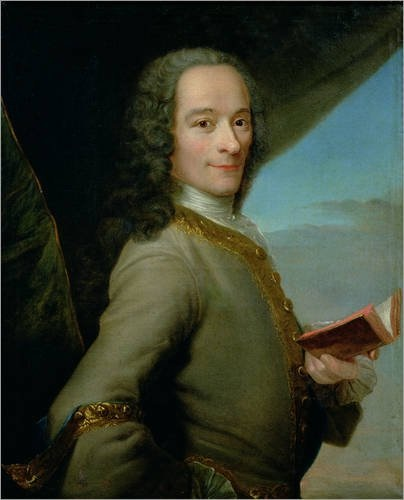
Voltaire vers 1737.

Alzire ou les Américains est une tragédie en cinq actes de Voltaire. Elle a été représentée pour la première fois le 27 janvier 1736 à Paris, sur la scène de la Comédie-Française.

## Argument
L'action se déroule à Lima. 

## Personnages
- Don Gusman, gouverneur du Pérou
- Don Alvares, son père, ancien gouverneur
- Zamore, souverain d'une partie du Potoze ; rôle joué par Quinault-Dufresne à la création ;
- Monteze, souverain d'une autre partie
- Alzire, fille de Monteze
- Emire, suivante d'Alzire
- Céphale, suivante d'Alzire
- Officiers espagnols
- Américains